# مامادو ويدراوجو
مامادو ويدراوجو (بالفرنسية: Mamadou Ouedraogo)‏ (مواليد 30 مايو 1967) هو سبّاح من بوركينا فاسو، مثّل بلاده في الألعاب الأولمبية الصيفية 2004.

## روابط خارجية
مامادو ويدراوجو على موقع الاتحاد الدولي للسباحة (الإنجليزية)
- مامادو ويدراوجو على موقع أوليمبيديا (الإنجليزية)